# Клод Сальмірі
Клод Сальмірі (фр. Claude Salmiéri) — французький барабанщик, піаніст, композитор і аранжувальник. 

## Біографія
Клод Сальмірі походить з музичної сім'ї італійського походження. Його батько, професійний барабанщик, сідає за свій перший барабан у віці 5 років.
У 8 років, він вступає до консерваторії в Сен-Мор-де-Фосі до класу ударних інструментів і там починається вивчення теорії музики. У той же час, він почав вивчати фортепіано.
1974 року, у віці 15 років, він вступив до Паризької національної консерваторії, де він отримує  класичну перкусію. Він покинув консерваторію Сен-Мор за класичним фортепіано.
У 1976 році він здійснив свій професійний дебют у супроводі Іва Саймона.
З 1978 по 1980 рік, це  досвід у Магмі, що дозволяє йому поряд з Крістіаном Вандером, черпати додаткову енергію.
Незабаром, він грав в альбомах Рея Чарльза, Франса Галла, Мішель Бергера, Річарда Коччіантена, Пітера Кінгсбері, Кім Карнс, Ронні Спектора, Ніни Хаген, Селін Діон, Аксель Бауер, Жана-Жака Гольдмана, Марка Лавоайна, Бернарда Лавільерс Калоджери, Флорана Пагніна, Мішель Фюгена, Жюльєна Клерка, Луї Чедіда, Джонні Холлідейна, Рено, Вільяма Шеллера, Дона Черрі, Марвіна Гей, і супроводжував на сцені Лало Шифрін, Ларрі Карлтона, Роббена Форда, Франсіса Кабреля Алена Шамфора, Мішеля Делпека, Вероніку Сансон, Володимира Косма, з яким він працював над саундтреками.
У 1988 році група Paga легко дозволяє йому зайняти своє місце в джаз-ф'южн, доводячи його універсальність.
Він записав  Автопортрет, в 1991.
1996 року з Джанніком Топом він заснував STS групу і записав альбом Сонячна система.
Клод Салмірі також брав участь в різних мюзиклах, як от Старманія, Тайкон і Нотр-Дам де Парі.
Сьогодні, створивши свій власний джазовий квартет, він працює в студії як композитор, а також проводить записи різних артистів.